# Triphosa lugens
Triphosa lugens là một loài bướm đêm trong họ Geometridae.